# Nephelomys
Nephelomys là một chi động vật gặm nhấm ở Nam Mỹ trong tông Oryzomyini (chuột gạo) tìm thấy ở dãy Andes từ Bolivia tới Venezuela, và một số phân bố tại một vài địa điểm trong vùng núi của Costa Rica. Tên gọi của chi chuột này xuất phát từ tiếng Hy Lạp cổ đại nephelê có nghĩa là sương mù, đề cập đến sinh cảnh rừng mây của các thành viên của chi.

## Phân loại
Các loài thuộc chi này đã được đặt trong chi Oryzomys, nhưng vào năm 2006, nhà động vật học Brazil là Marcelo Weksler và các đồng nghiệp mô tả nó như một chi riêng, bởi vì chúng không liên quan chặt chẽ với các loài Oryzomys. Chúng có quan hệ gần gũi với các thành viên khác của lớp B, bao gồm Euryoryzomys, Transandinomys, Hylaeamys, Oecomys, và Handleyomys, với một số bằng chứng yếu ớt hỗ trợ mối quan hệ giữa hai họ hàng với Transandinomys. Chúng có đôi tai nhỏ, nhưng đuôi dài, và có màu sắc ở mức độ nhỏ hơn hoặc lớn hơn, tùy thuộc vào loài. Weksler và các đồng nghiệp đã cung cấp những so sánh chi tiết giữa Euryoryzomys, Hylaeamys, Nephelomys và Transandinomys. Trong số những chi này, Nephelomys là duy nhất có tai ngắn, móng vuốt tương đối dài.

## Các loài
Chi chuột này gồm các loài sau đây:
- Nephelomys albigularis
- Nephelomys auriventer
- Nephelomys caracolus
- Nephelomys childi
- Nephelomys devius
- Nephelomys keaysi
- Nephelomys levipes
- Nephelomys maculiventer
- Nephelomys meridensis
- Nephelomys moerex
- Nephelomys nimbosus
- Nephelomys pectoralis
- Nephelomys pirrensis